# ベリー・ファン・アーレ
ベリー・ファン・アーレ（Berry van Aerle、1962年12月8日 -）は、オランダの元サッカー選手。ポジションはMF（守備的MF）、DF（右サイドバック）。

## 経歴
ファン・アーレは、1981年にPSVアイントホーフェンで選手経歴を開始した。主に右サイドバックを担当していたが、1985年にベルギー代表のエリック・ゲレツが加入すると出場機会を失い、1986-87シーズンにベルギーのロイヤル・アントワープへのレンタル移籍に出された。
翌1987年にPSVへ復帰すると守備的MFのポジションを獲得し、レギュラーに返り咲いた。PSVではリーグ通算278試合に出場、5度のリーグ優勝（1986年、1988年、1989年、1991年、1992年）に貢献した。また1988年5月にはUEFAチャンピオンズカップ優勝に貢献し、同年12月のトヨタカップに出場した。選手経歴の晩年はヘルモント・スポルトへ移籍し、1995年に現役を引退した。
オランダ代表としては1987年10月14日に行われたポーランド代表戦でデビュー。1988年のUEFA欧州選手権1988優勝、1990年のFIFAワールドカップ・イタリア大会ベスト16、1992年のUEFA欧州選手権1992準決勝進出に貢献するなど、国際Aマッチ35試合に出場した。
引退後は、古巣のPSVのスカウトや、ヘルモント・スポルトのスタッフを務めた。

## 個人成績

### 代表での成績
出典
| オランダ代表 | 国際Aマッチ | 国際Aマッチ |
| 年           | 出場        | 得点        |
| ------------ | ----------- | ----------- |
| 1987         | 4           | 0           |
| 1988         | 9           | 0           |
| 1989         | 6           | 0           |
| 1990         | 7           | 0           |
| 1991         | 1           | 0           |
| 1992         | 8           | 0           |
| 合計         | 35          | 0           |